# Stratton (cràter)
Stratton és un cràter d'impacte que pertany a la cara oculta de la Lluna. Es troba al nord dels grans cràters Keeler i Heaviside, i a menys d'un diàmetre al sud de Dewar.

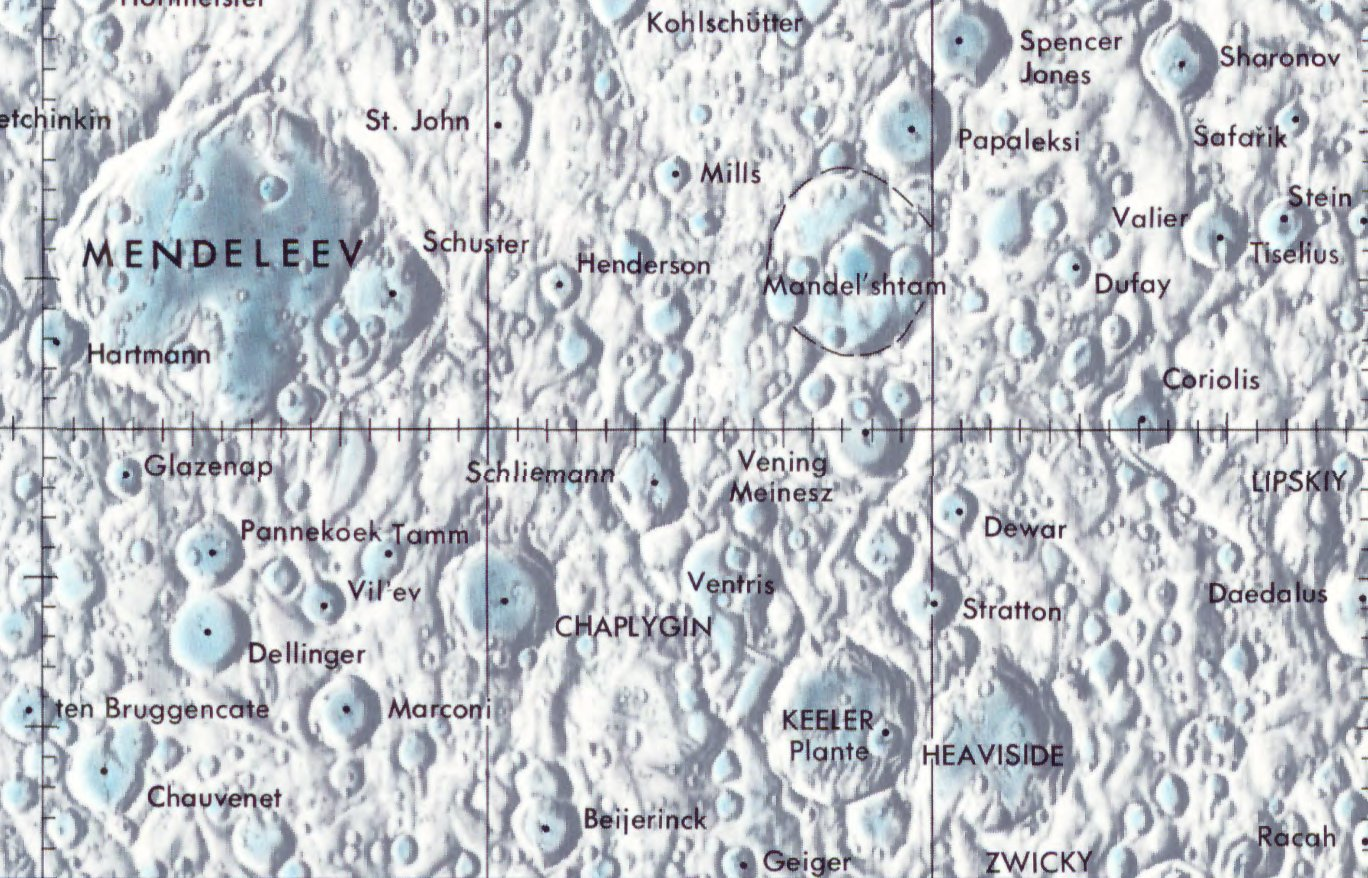
Localització de Stratton (inferior esquerra de la imatge)
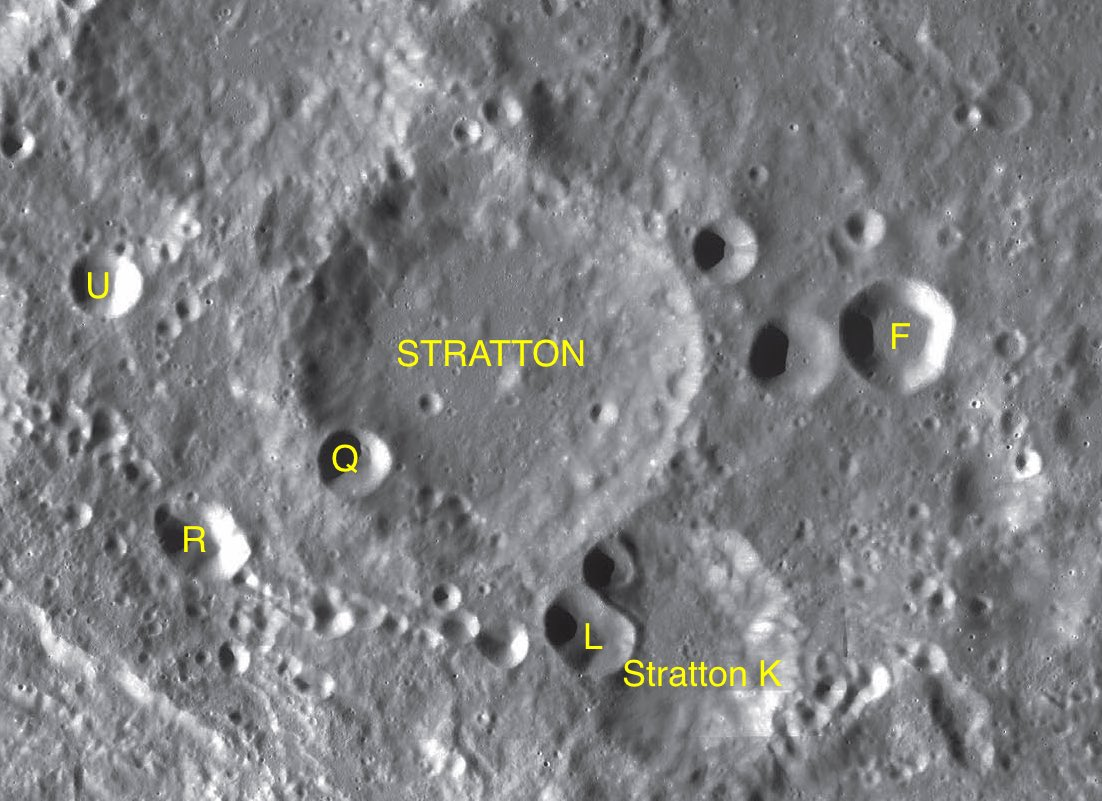
Cràters satèl·lit

Com passa amb molts cràters de la Lluna, aquest element s'ha desgastat i erosionat a causa d'una multitud d'impactes posteriors de diverses mides. El més prominent és un impacte petit amb forma de bol, a la vora exterior del sud-oest.

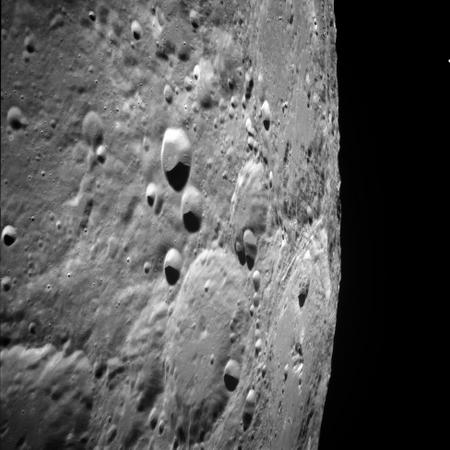
Fotografia de la missió Apollo 11
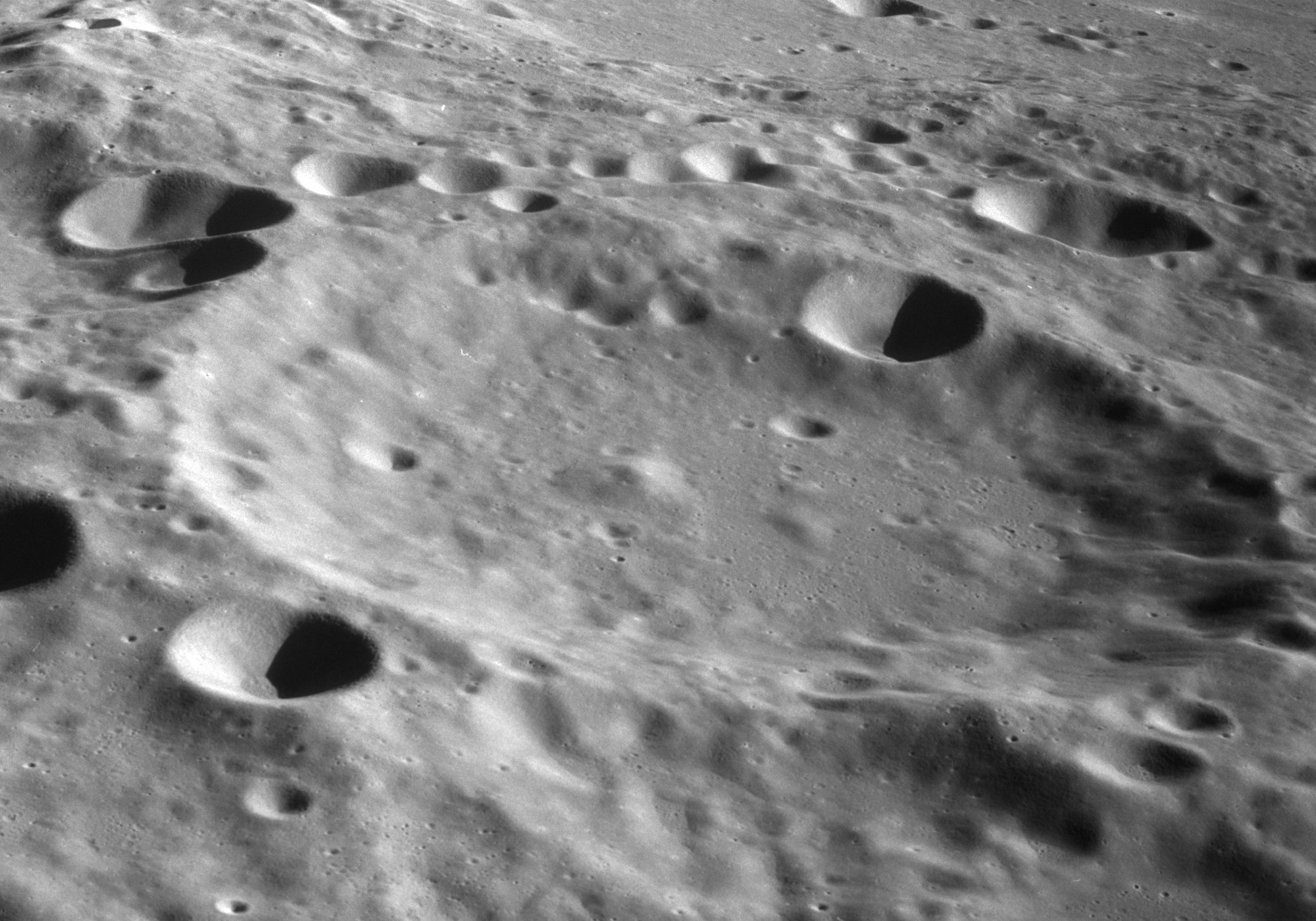
Fotografia de la missió Apollo 11
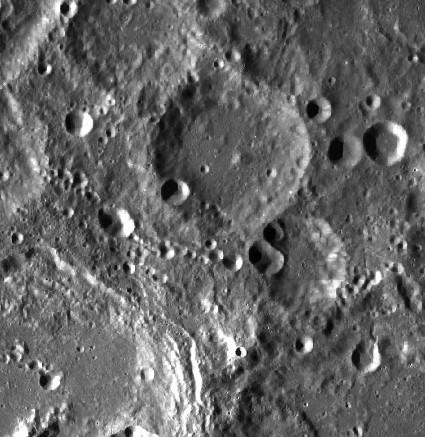
Fotografia de la missió Lunar Reconnaissance Orbiter

La resta de la vora s'ha desgastat, formant una espatlla desigual al voltant de la depressió interior. El sòl interior té una cresta petita a prop del punt mig, d'altra banda poc destacable.

## Cràters satèl·lit
Per convenció aquests elements són identificats en els mapes lunars posant la lletra en el costat del punt central del cràter que està més proper a Stratton.
| Stratton | Coordenades                          | Diàmetre |
| -------- | ------------------------------------ | -------- |
| F        | 5° 30′ S, 166° 54′ E / 5.5°S,166.9°E | 22 km    |
| K        | 7° 24′ S, 165° 48′ E / 7.4°S,165.8°E | 41 km    |
| L        | 7° 12′ S, 165° 06′ E / 7.2°S,165.1°E | 13 km    |
| Q        | 6° 18′ S, 163° 48′ E / 6.3°S,163.8°E | 13 km    |
| R        | 6° 42′ S, 163° 00′ E / 6.7°S,163.0°E | 14 ;km   |
| U        | 5° 18′ S, 162° 30′ E / 5.3°S,162.5°E | 12 km    |